# Quatre vides
Quatre vides (títol original en anglès: The Air I Breathe) és una pel·lícula mexicanoestatunidenca dirigida per Jieho Lee, estrenada el 2007 i doblada al català.

## Argument
Quatre vides és un drama basat en un antic proverbi xinès, que divideix la vida en quatre emocions: felicitat, plaer, dolor i amor. Un home de negocis aposta la seva vida per una carrera de cavalls; un gàngster pot veure el futur; una estrella de pop cau als braços d'un padrí de l'hampa; un doctor es debat per salvar l'amor de la seva vida.

## Repartiment
- Sarah Michelle Gellar: el dolor (Trista)
- Kevin Bacon: l'amor
- Brendan Fraser: el plaer
- Forest Whitaker: la felicitat
- Andy Garcia: Fingers
- Emile Hirsch: Tony
- Julie Delpy: Gina
- Jon Bernthal: un periodista
- John Cho: Bart
- Will Maier: Mr. Park
- Clark Gregg: Henry
- Cecilia Suárez: Alison
- Kelly Hu: Jiyoung
- Jason Dolley: el plaer (nen)
- Sasha Pieterse: el dolor (nen)